# Берилловая танагра
Бери́лловая тана́гра (лат. Tangara nigroviridis) — вид птиц из семейства танагровых. Выделяют четыре подвида. Распространены в Южной Америке.

## Описание
Размер 12 см. Окраска сине-зеленая. На голове маска чёрного цвета, проходящая поперек глаз и спускающаяся на спинку. На затылке вертикальная сине-зеленая полоска. На темени гребень того же цвета. Оперение на крыльях фиолетового оттенка. Брюшко темное с голубыми пятнышками.

## Питание
Обычно встречаются парами или стайками до 15 особей. Берилловые танагры питаются насекомыми, пауками и другими беспозвоночными, а также ягодами.

## Подвиды и распространение
Выделяют четыре подвида:
- T. n. cyanescens (Sclater, PL, 1857) — северо-восток Колумбии, север Венесуэлы, от запада Колумбии до запада Эквадора
- T. n. nigroviridis (Lafresnaye, 1843) — восточный склон Восточных Анд в Колумбии и Эквадоре
- T. n. lozanoana Aveledo & Peréz, 1994 — северо-запад Венесуэлы
- T. n. berlepschi (Taczanowski, 1884) — от востока Перу до центра Боливии

## Статус
В 2016 году внесена в Красную Книгу, в список видов, вызывающих наименьшую озабоченность.